# 八食センター
八食センター（はっしょくセンター）は、青森県八戸市河原木にある協同組合及びその運営する市場業態の共同店舗施設。

## 概要
協同組合は1977年（昭和52年）に設立された。当時の日本国有鉄道（国鉄）八戸線陸奥湊駅前で鮮魚などの小売を行っていた業者の一部が「協同組合八戸総合食品センター」（現・協同組合八食センター）を組織した。
この陸奥湊地区の商業者有志によって、1980年（昭和55年）に郊外に鮮魚、青果、乾物、菓子、精肉、総菜、酒、雑貨、飲食などを扱う各店舗からなる市場業態の共同店舗施設を開設した。
1985年（昭和60年）には年間来場者数が100万人を突破。
2002年の東北新幹線盛岡駅 - 八戸駅間開業に合わせて飲食棟が開業し、八戸駅からの「八食100円バス」運行開始などにより観光客の来訪者が増加した。
2006年2月には、「B級ご当地グルメの祭典」として開催された「第1回B-1グランプリ」の会場となった。
ちなみに、ロックバンドのIN-HI（インハイ）は、八食センターのテーマソング「八戸八食のテーマ」を制作しており、店内および八戸市内の一部レコード店限定でCDが販売されていた。

## 施設

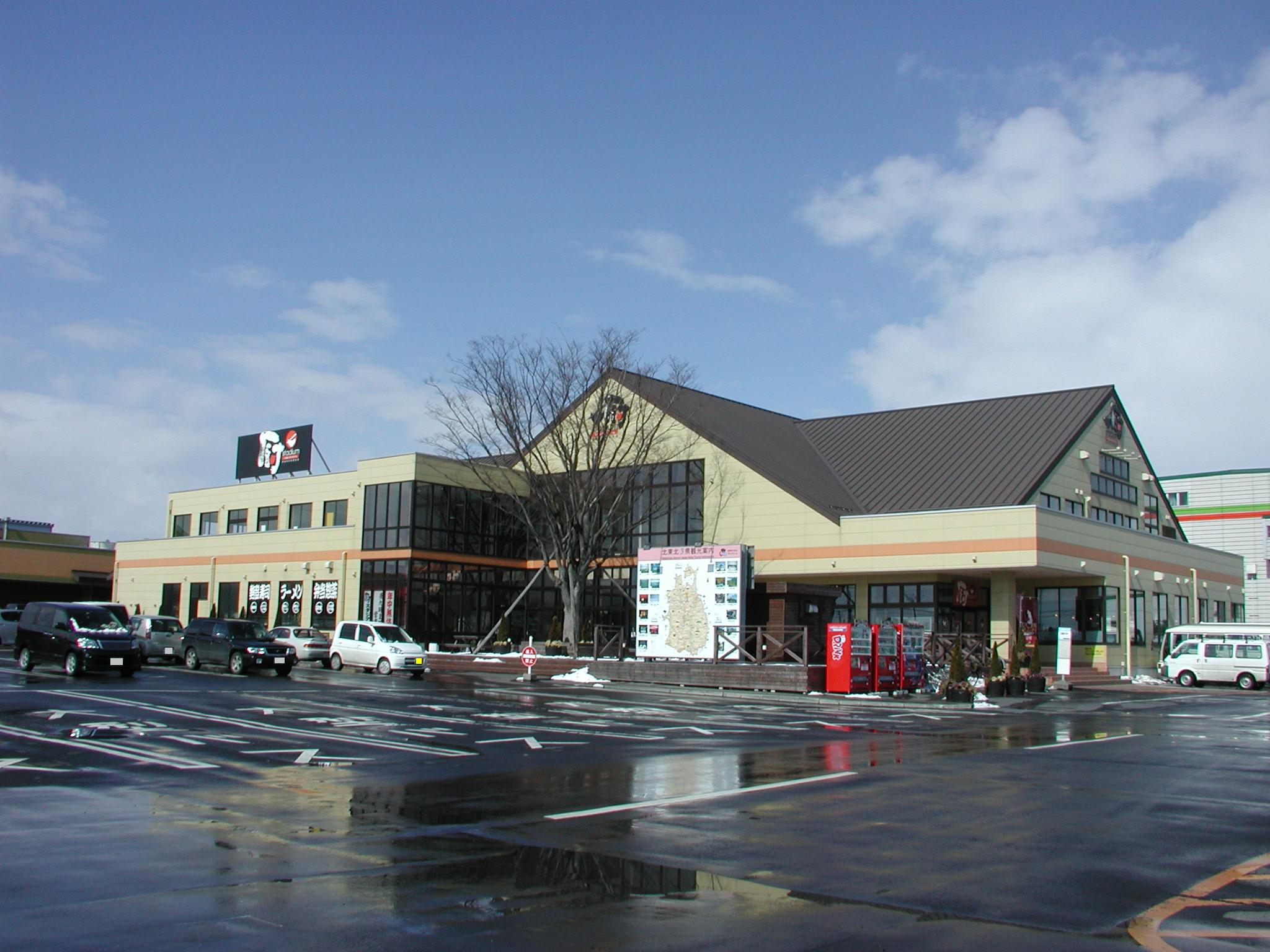
厨（くりや）スタジアム棟（2008年3月）

お盆や年末等の臨時営業を除き、原則的に市場棟と味横丁は水曜日が定休日である（厨スタジアムは年中無休）。
市場棟
営業時間は午前9時～午後6時。
七厘村
館内で購入した食材を焼いて食べたり、寿司や海鮮丼を持ち込むことができるようにした施設。
厨（くりや）スタジアム
寿司や海鮮丼などの海鮮料理やせんべい汁などの郷土料理を提供する店舗を中心とする飲食店街。営業時間は午前9時～午後9時。2階には子供向けの遊び場「くりやランド」がある。
味横丁
八戸ラーメンなどを提供する店舗を中心とする飲食店街。営業時間は午前9時～午後6時30分。

## 沿革
- 1980年（昭和55年） - 八食センター開業。
- 1996年（平成8年） -　改修工事と館内増築。
- 2002年（平成14年）12月1日 - 飲食棟「厨（くりや）スタジアム」開業。八戸駅からの「八食100円バス」を運行開始。
- 2004年（平成16年）7月1日 - 「八食から八戸市中心街にも行きたい」という利用客の要望に応え、中心街へ向かう「八食200円以下バス」を運行開始。
- 2006年（平成18年）2月18日 - 2月19日 - 「第1回B-1グランプリ」が開催。
- 2008年（平成20年）12月6日 - 12月7日 - 「B-1冬の陣 北東北大決戦in八食センター」が開催。
- 2009年（平成21年）12月5日 - 12月6日 - 「2009東北B-1グランプリin八戸」が開催。
- 2010年（平成22年）4月29日 - 東日本旅客鉄道（JR東日本）が提供するSuica電子マネーを一部テナントにて導入[5]。

## 八食パワーズ
1996年に施設周辺を整備、次の3店舗がオープンした（カーメッセジャンボは1999年開業、その後撤退）。これら2店舗と八食センターで「八食パワーズ」と称するショッピングゾーンを形成している。
- 伊吉書院  西店（書店）
- DCM八食店（ホームセンター、旧サンワドー店舗）
- DCM長苗代店（ホームセンター、旧ホーマック スーパーデポ店舗）
  - 下記のカーメッセ ジャンボの跡地に、2010年9月15日に開店[6]。
  - サンワドーは後の2015年にDCMグループ入りしてホーマックと同系列となったうえ、2021年に企業としても統合された。そのため1社の店舗が2店近接しているものの、2店とも存置されている。

### 過去
- CD・ビデオレンタルの店舗があったが、しばらくして撤退している。
- カーメッセ ジャンボ（中古車センター）

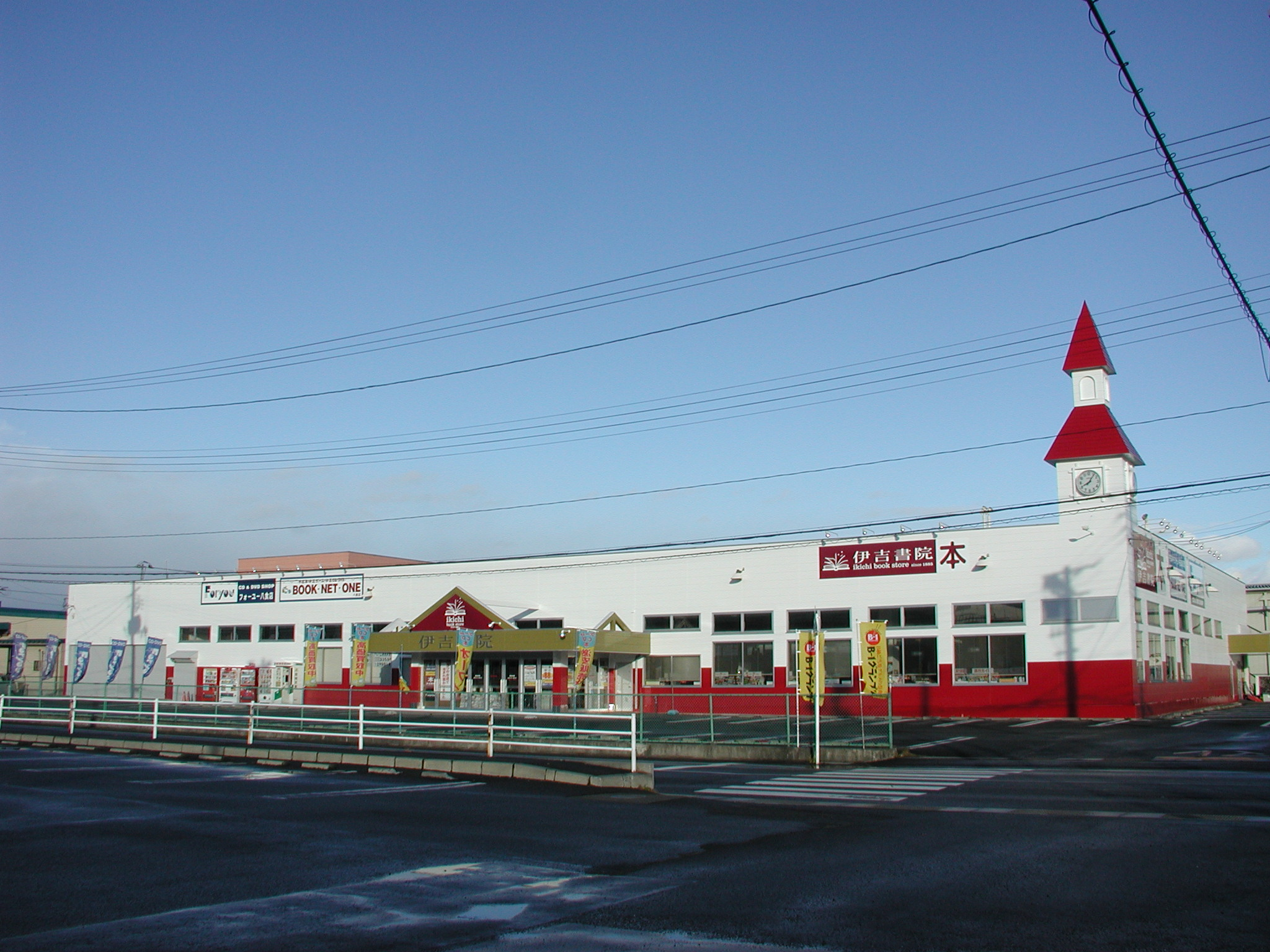
伊吉書院 西店（2008年12月）
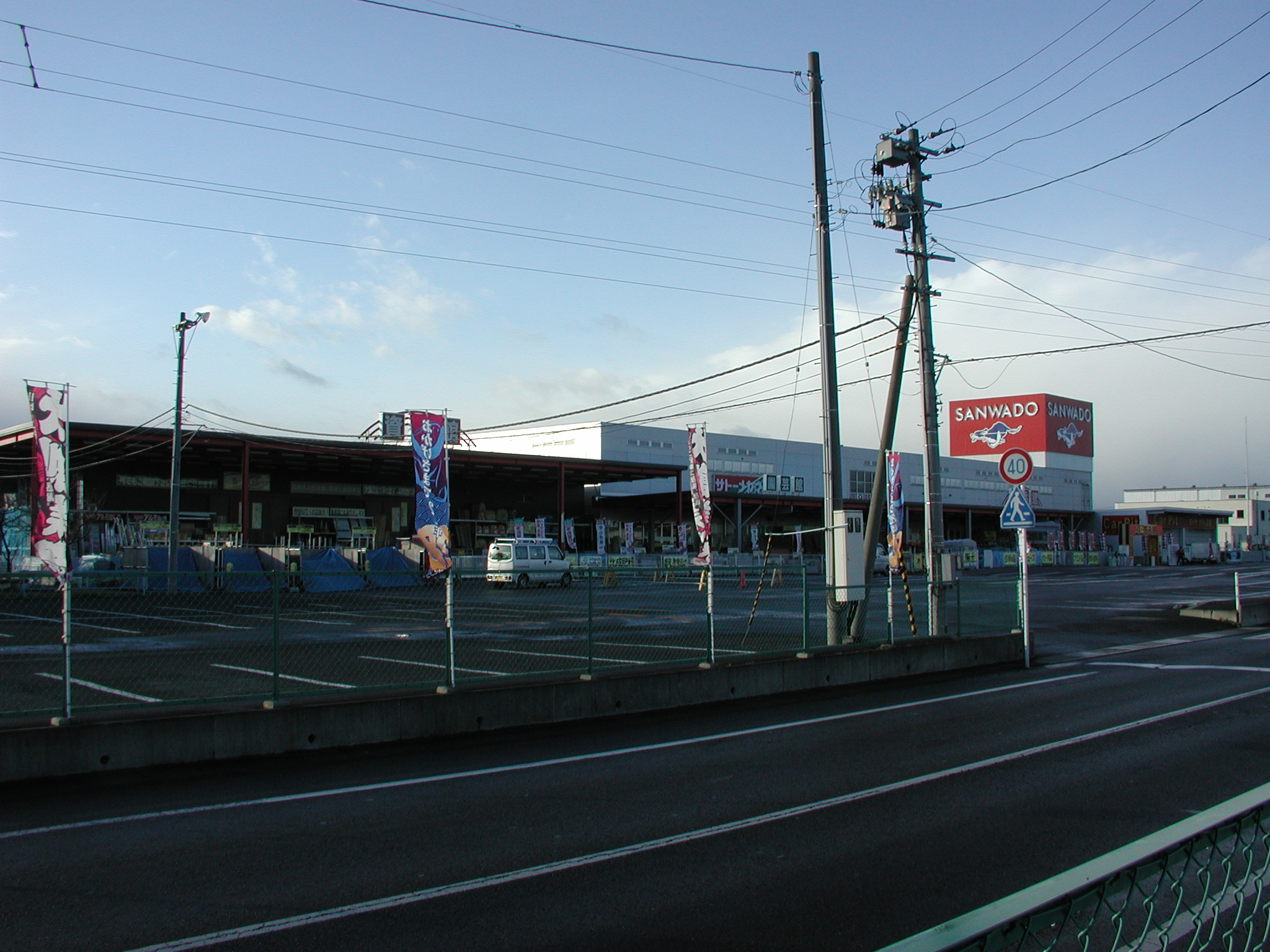
サンワドー（現：DCM） 八食店（2008年12月）

## 八食サマーフリーライブ
- 2001年、八食パワーズ4店（八食、伊吉書院、サンワドー、カーメッセジャンボ）合同「八食4社大祭」を開催し、野外特設ステージにて音楽ライブやフリーマーケットなどを開催したことから始まり、翌年2002年からは、野外音楽イベントに統一して「八食サマーフリーライブ」として本格的スタートさせた。2011年、震災の影響から八食センター単独主催となるも、2日間で入場者数が約21,000人の新記録を樹立した。

## 周辺
- 八戸総合卸センター
- 八戸卸センター簡易郵便局
- メディカルコート八戸西病院
  - 八戸西検診プラザ
- 八戸市中央卸売市場
- はちのへゆーゆらんど 新八温泉
- ファミリーマート 八戸卸センター店
- 三八五流通 本社

## 交通
- 岩手県北バス南部支社（厨スタジアム東口からの発車）
  - 八食100円バス 八戸駅 - 八食センター
  - 八食200円以下バス 八戸中心街ターミナル（六日町） - 西売市 - 八食センター
  - MEX三沢線 バスタ新宿・東京ディズニーランド行き(夜行高速バス)
- 八戸市営バス（北口「中央市場」<八戸市中央卸売市場>バス停からの発車）
  - 鮫（白銀まわり）・卸センター線

[1] 大杉平営業所
大杉平営業所 - 総合福祉会館前 - 中央市場（八食センター）
[C5] 中心街（八日町）
[M10] 鮫
鮫小学校通 - 白銀 - 湊本町 - 南横町/新丁 - 八戸中心街ターミナル（六日町/八日町） - 平中通 - 総合福祉会館前 < - 卸センター> - 中央市場（八食センター）
- かつて高速バス「南軽号」が青森自動車道経由で運行されていた時は、弘南バス担当便のみ当センターを経由していた。